# Jakob Schultze
Jakob Reinhold Schultze, död efter 1778, var en svensk tapetvävare.
Han var son till bruksinspektoren Johan Schultze. Han var troligen utbildad av Pehr Hilleström och finns omnämnd som anställd av Hilleström 1756 då han ansökte om ett premium för hautelissearbete. Tillsammans med Hilleström vävde han golvtapeten till drottningens audiensrum 1759–1760. När hans far dog 1778 uppges han ha vistas i England som tapetvävare. En syster till honom var gift med porträttmålaren Paul Dahlman som efterlämnade en dotter i Ryssland.